# وزارت نفت عراق
وزارت نفت عراق (عربی: وزارة النفط) از وزارتخانه‌های دولت فدرال عراق است، که در سطح کابینه، مسئول مدیریت منابع طبیعی (نفت و گاز) عراق می‌باشد. وزارت نفت عراق مدیریت بر کلیه شرکت‌های نفت و گاز این کشور را برعهده دارد، که برای نمونه می‌توان به؛ شرکت نفت شمال عراق، شرکت نفت جنوب عراق و شرکت نفت میسان اشاره کرد.
هم‌اکنون حیان عبدالغنی، به‌عنوان وزیر نفت عراق فعالیت می‌کند، وی دانش‌آموخته کارشناسی ارشد مهندسی مکانیک است و پیش‌تر مدیرعامل شرکت گاز جنوب و مدیرعامل شرکت نفت بصره بود.